# Hanns-Jörg Anders
Hanns-Jörg Anders (Gardelegen, 1942) è un fotografo tedesco, vincitore del World Press Photo of the Year 1969.
Anders inizia a lavorare come fotografo freelance nel 1966. I suoi scatti iniziano ad apparire già dall'anno successivo su riviste internazionali come Stern, Paris Match ed Epoca, e sempre nel 1967, viene insignito del premio della giuria tedesca per la fotografia a Photokina.
Dal 1968 lavora come fotografo per Stern, dove ha continuato ad esercitare sino al 2002, anno del suo pensionamento.